# West Carthage
West Carthage es una villa ubicada en el condado de Jefferson en el estado estadounidense de Nueva York. En el año 2000 tenía una población de 2,102 habitantes y una densidad poblacional de 678.9 personas por km².

## Geografía
West Carthage se encuentra ubicada en las coordenadas 43°58′25″N 75°37′17″O / 43.97361, -75.62139.

## Demografía
Según la Oficina del Censo en 2000 los ingresos medios por hogar en la localidad eran de $30,156, y los ingresos medios por familia eran $34,609. Los hombres tenían unos ingresos medios de $33,043 frente a los $18,971 para las mujeres. La renta per cápita para la localidad era de $14,915. Alrededor del 10.6% de la población estaban por debajo del umbral de pobreza.